# Ngu Trọng
Ngu Trọng (chữ Hán: 虞仲), hay Đức Trọng, là tên vị quân chủ đầu tiên của nước Ngu thời Tây Chu và Xuân Thu trong lịch sử Trung Quốc, theo Sử Ký Tư Mã Thiên - Ngô Thái Bá thế gia thì ông là con của Cơ Thúc Đạt và là em của Cơ Chu Chương.

## Thân thế
Nguyên Chu Thái Vương Cơ Cổ Công Đản Phủ ngày trước có ba người con trai là: Ngô Thái Bá, Trương Đức Trọng và Cơ Quý Lịch, Trọng  đứng thứ 2 chính là tổ tiên 4 đời của Cơ Trọng. Bấy giờ bởi Thái Vương mến tài đức Cơ Xương là con nhỏ của Quý Lịch mà bỏ chế độ đích truyền đem ngôi vị giao cho Quý Lịch, Thái Bá và Trọng Ung bất mãn rủ nhau bỏ đến vùng Thái Hồ khai khẩn đất hoang rồi định cư ở đó lập ra nước Ngô. Thái Bá không có con nên Trọng Ung kế tục sự nghiệp sau khi anh qua đời, lúc ấy đã có tới hơn 1000 hộ dân tình nguyện đi theo 2 người trong buổi sơ khai của nước Ngô. Trọng Ung sinh Quý Giản, Quý Giản sinh Thúc Đạt, Thúc Đạt sinh ra Chu Chương và Ngu Trọng.

## Sự nghiệp
Đức Trọng lớn lên gặp đúng lúc nhà Ân bại hoại đang trên đà suy thoái, ông rất sùng bái tư tưởng của Ngu Thuấn ngày trước chỉ ngồi gảy khúc Nam Phong mà thiên hạ thịnh trị. Ông giúp anh cai trị nước Ngô theo cơ chế của đế Thuấn nên xã hội nước này phồn vinh trong khi chính quyền trung ương của thiên tử thì sắp tàn lụi, chính vì thế nên ông đổi sang họ Ngu để thành lập một chi nhánh mới để nối tiếp noi gương đế Thuấn vì trước đó không lâu nước Hữu Ngu đã bị Trụ vương tiêu diệt.
Sau khi Chu Vũ Vương lật đổ nhà Ân luận công ban thưởng cắt đất phong hầu có sai người đi tìm hậu duệ của Thái Bá và Trọng Ung, sứ giả tìm đến nước Ngô mới biết Thái Bá vô tự còn con cháu Trọng Ung đã kiến lập nước Ngô rồi. Vũ Vương bèn chính thức ban nghi trượng hành lễ phong chư hầu cho Chu Chương, còn Ngu Trọng được triệu về Trung Nguyên rồi phong cho làm vua nước Ngu ở đất Hạ Khư thuộc về phía bắc triều đình nhà Chu lúc đó. Ít lâu sau Vũ Vương lại tìm được Quy Mãn - là con Ngu Yên - hậu duệ chính thống của Ngu Thuấn nhưng vì đã phong nước Ngu cho Ngu Trọng rồi nên cải phong Quy Mãn làm vua nước Trần để giữ hương hoả nhà Ngu, nghĩa là vào thời nhà Chu có 2 nước thờ phụng đế Thuấn là nước Ngu của Ngu Trọng và nước Trần của Hồ công Mãn.
Sau khi được thụ phong Ngu Trọng tích cực chăm lo vỗ về dân chúng, ông chịu khó tuần du ra tận ngoài thành trực tiếp làm ruộng cày cấy trồng hái cùng với dân chúng khiến trăm họ rất mến mộ ngợi ca.

## Hậu duệ
Trịnh Vô Song